# Энафизм
Энафи́зм (от англ. enough — достаточно) — теория, утверждающая, что потребители, обладающие всем, что им необходимо, покупая больше, делают свою жизнь только хуже. Энафизм призывает меньше тратить и сдерживать демонстративное потребление. Энафизм является антонимом консьюмеризма, который определяется словарем Merriam-Webster как «теория, утверждающая, что увеличение потребления товаров экономически оправдано».

## История
Слово «энафизм» было впервые использовано Джоном Неишем в его книге «Достаточно! Вырваться из мира переизбытка». Идеи энафизма практически совпадают с идеями «антиконсьюмеризма» (критики «общества потребления»).

## Критика энафизма
Энафизм подвергается критике со стороны некоторой части т. н. «новых левых» как идеология, оправдывающая снижение уровня зарплат и сокращение социальных гарантий. Сторонников энафизма обвиняют в том, что те призывают рядовых граждан «усматривать ненужный избыток в том, что у них отбирают».